# Philippe Bruggisser (Manager)
Philippe Bruggisser (* 11. September 1948 in Wohlen) ist ein Schweizer Manager in der Luftverkehrsbranche. Er war in den Jahren 1996 und 2000/01 Chief Operating Officer (COO) der Swissair sowie von 1997 bis 2001 Präsident der SAir-Group-Konzernleitung. Die von ihm verfolgte Wachstumsstrategie, die den Aufbau einer eigenständigen Luftverkehrsallianz zum Ziel hatte, war massgeblich für das Grounding der Swissair im Oktober 2001 verantwortlich.

## Biografie

### Ausbildung und berufliche Karriere
Nach dem Besuch der Primarschule und der Bezirksschule in Wohlen absolvierte er von 1964 bis 1969 das Seminar in Wettingen, unterbrochen von einem einjährigen Aufenthalt als Gastschüler in den USA. Anschliessend studierte er Volkswirtschaft an der Universität Basel sowie Betriebswirtschaftslehre und Recht an der Universität Genf. Seine Berufslaufbahn begann er 1976 als Assistenz-Generaldirektor der Schweizerischen Bankgesellschaft.
1979 wechselte Bruggisser zur Swissair und war zunächst als Controller tätig. 1984 wurde er zum Finanzchef des Swissair-Bereichs Nordamerika ernannt, von 1987 bis 1990 war er Leiter des Controllingbereichs. Nach einer kurzen Tätigkeit als Projektleiter eines Ergebnisverbesserungsprogramms übernahm er 1991 den Direktionsvorsitz der Swissair Beteiligungen AG, den er bis 1995 innehatte. Darüber hinaus war er von 1992 bis 1994 Mitglied der Swissair-Geschäftsleitung. Unter Bruggissers Führung erwarb die Swissair den Catering-Bereich der SAS Scandinavian Airlines. Ab 1995 war er Mitglied der Swissair-Konzernleitung.

### Swissair-Chef
1996 übernahm Bruggisser als Chief Operating Officer die operative Führung des Konzerns und war gleichzeitig Stellvertreter des Präsidenten der Konzernleitung. Im darauf folgenden Jahr führte er eine umfassende Neustrukturierung des Konzerns durch; es entstand die SAir Group, wobei die Swissair nun eine von mehreren Tochtergesellschaften darstellte. 1997 übernahm Bruggisser den Posten des Konzernleitungspräsidenten, die operative Führung der Swissair gab er ab. Nachdem 1993 das Projekt «Alcazar» - ein Zusammenschluss von Swissair, KLM, SAS und Austrian Airlines – gescheitert war, verfolgte er auf Anraten des Unternehmensberaters McKinsey den Aufbau einer eigenständigen Allianz. Diese riskante «Hunter-Strategie» sah den Zukauf von Fluggesellschaften und Beteiligungen vor.
Der erste Schritt war 1996 eine Beteiligung an der belgischen Sabena gewesen. 1998 wurde unter Führung der Swissair die Luftfahrtallianz Qualiflyer Group gegründet. Weitere Beteiligungen an der italienischen Volare, der französischen Air Littoral und der deutschen LTU kamen hinzu. Die zunächst positiven Jahresergebnisse 1997 und 1998 beflügelten den Verwaltungsrat, die Strategie weiterzuführen. Der Absturz von Swissair-Flug 111 überschattete das Geschäftsjahr 1998. Delta Air Lines kündigte 1999 die Zusammenarbeit mit Swissair auf und die Austrian Airlines verliess die Qualiflyer Group.
Trotz dieser Rückschläge hielt Bruggisser unbeirrt an der Hunter-Strategie fest. Es folgten Beteiligungen an den South African Airways, den französischen Gesellschaften AOM, Air Littoral und Air Liberté, der italienischen Air Europe und der polnischen LOT. Zudem leitete er den Kauf von Beteiligungen an den portugiesischen Gesellschaften TAP und Portugália ein. Die meisten dieser Gesellschaften waren sanierungsbedürftig, so dass neben dem Kaufpreis zusätzliches Restrukturierungskapital nötig war.
Im Juli 2000 übernahm Bruggisser vorübergehend wieder die operative Leitung der Swissair. Daraufhin geriet er unter öffentlichen Druck, als die marode finanzielle Situation des Konzerns bekannt wurde. So lag der tägliche Verlust bei Swissair und Sabena bei jeweils einer Million Franken, eine weitere Million ging jeden Tag bei der LTU und den französischen Beteiligungen verloren. Der Verwaltungsrat liess erstmals Ausstiegsszenarien aus den eingegangenen Beteiligungen an anderen Fluggesellschaften berechnen und entliess Bruggisser im Januar 2001 fristlos. Seine Nachfolger Moritz Suter und Mario Corti konnten den Zusammenbruch des Konzerns im Oktober 2001 und deren Liquidierung im März 2002 nicht mehr verhindern.

### Weitere Stationen
In der Folge machte die Presse hauptsächlich Bruggisser und seinen Expansionskurs für den Niedergang der Swissair verantwortlich. Ehemalige Mitarbeiter bezeichneten ihn jedoch übereinstimmend als integer und lobten seine Führungsqualitäten. Letztlich habe er nur die vom Verwaltungsrat beschlossene Strategie durchzusetzen versucht. Bruggisser zog sich zunächst weitgehend aus der Öffentlichkeit zurück. Im November 2006 scheiterte sein Versuch, in den Verwaltungsrat der South African Airways gewählt zu werden.
Die Staatsanwaltschaft des Kantons Zürich erhob im März 2006 im Zusammenhang mit dem Swissair-Scheitern Anklage gegen Bruggisser und weitere 18 Personen. Sie wurden unter anderem der Urkundenfälschung, Misswirtschaft und Gläubigerschädigung beschuldigt. Bruggisser wurde wegen mehrfacher Falschbeurkundung und mehrfacher und einfacher ungetreuer Geschäftsbesorgung angeklagt. Er wies alle Vorwürfe zurück, das Bezirksgericht Bülach sprach ihn am 7. Juni 2007 frei. Er erhielt eine Prozessentschädigung in der Höhe von 80'947 Franken. Die Staatsanwaltschaft zog das Urteil nicht weiter; damit ist der Freispruch rechtskräftig.
Von 2009 bis 2010 war er wieder in der Luftverkehrsbranche tätig, als CEO und Verwaltungsrat der VistaJet, einem auf den Betrieb von Privatflugzeugen spezialisiertes Unternehmen.